# Okonin (gromada w powiecie grudziądzkim)
Okonin – dawna gromada, czyli najmniejsza jednostka podziału terytorialnego Polskiej Rzeczypospolitej Ludowej w latach 1954–1972.
Gromady, z gromadzkimi radami narodowymi (GRN) jako organami władzy najniższego stopnia na wsi, funkcjonowały od reformy reorganizującej administrację wiejską przeprowadzonej jesienią 1954 do momentu ich zniesienia z dniem 1 stycznia 1973, tym samym wypierając organizację gminną w latach 1954–1972.
Gromadę Okonin z siedzibą GRN w Okoninie utworzono – jako jedną z 8759 gromad na obszarze Polski – w powiecie grudziądzkim w woj. bydgoskim, na mocy uchwały nr 24/6 WRN w Bydgoszczy z dnia 5 października 1954. W skład jednostki weszły obszary dotychczasowych gromad: Okonin ze zniesionej gminy Gruta, Plemięta ze zniesionej gminy Radzyn oraz Pokrzywno ze zniesionej gminy Grudziądz w tymże powiecie. Dla gromady ustalono 23 członków gromadzkiej rady narodowej.
31 grudnia 1961 do gromady Okonin włączono wieś Wiktorowo z gromady Fijewo w powiecie wąbrzeskim w tymże województwie.
Gromadę zniesiono 1 stycznia 1969, a jej obszar włączono do gromad Gruta (sołectwa Okonin i Plemięta), Piaski (sołectwa Stary Folwark i Wiktorowo) i Nicwałd (sołectwo Pokrzywno) w tymże powiecie.